# 多米尼克·德维尔潘
多米尼克·马里·弗朗索瓦·勒内·加卢佐·德维尔潘（法語：Dominique Marie François René Galouzeau de Villepin，法語發音：[dɔminik maʁi fʁɑ̃swa ʁəne ɡaluzo də vilpɛ̃]；1953年11月14日—），出生在摩洛哥首都拉巴特，前法国总理。毕业于巴黎第二大学、巴黎政治学院、法国国立行政学院（ENA），文学学士、法学学士。德维尔潘的诗作和历史、散文著作常赢得文学界的赞誉，有些作品还得过奖。
他在擔任外長期間曾在美國入侵伊拉克問題上持反對態度，在聯合國安理會上發表演說當面反對美國的行為，並表示若美國在安理會上強推入侵伊拉克的議案，法國將使用否決權，他也因此成為國際關注的焦點，被視為是總統希拉克的接班人。

## 職業生涯

### 成為法國外長
2002年希拉克第二任期伊始，他被希拉克任命為總理尚皮耶·拉法蘭內閣的外交部長。維爾潘作為外交部長最著名的任務是反對美國入侵伊拉克的計劃，使法國在德國、比利時、俄羅斯和中國等反對入侵的國家中發揮領導作用，他向聯合國提出阻止美國對伊拉克武力的決議獲得熱烈掌聲。

## 职业经历
- 1980年6月：外交部秘书
- 1980年—1981年：外交部非洲及马达加斯加事务司
- 1981年—1984年：外交部分析与预测中心
- 1984年5月—1987年7月：法国驻美国大使馆（法语：Ambassade de France aux États-Unis）一等秘书
- 1987年—1989年：法国驻美国大使馆信息与新闻处主任
- 1989年—1990年：法国驻印度大使馆（法语：Ambassade de France en Inde）二等参赞
- 1990年—1992年：法国驻印度大使馆一等参赞
- 1992年—1993年：外交部非洲与马达加斯加事务司副司长
- 1993年—1995年：外交部長幕僚長
- 1995年5月—2002年5月：总统府秘书长
- 1996年1月—1999年5月：国家森林署（ONF）理事会主席
- 2002年5月—2004年3月：外交、合作与法语国家事务部长
- 2004年3月—2005年5月：内政、国内安全与地方自由部长
- 2005年5月31日—2007年5月16日：法兰西第五共和国总理
- 2008年1月9日—：巴黎律师公会注册律师

## 爭議
2006年，相當多的法國學生對於德維爾潘政府所提交國會的就業法案極大不滿，紛紛在法國各地開始罷課，最嚴重者長達六週。面對法案難產於議會當中，德維爾潘使用著名的49.3也就是法國憲法所賦予總理的權力，強制國會通過本法案。此舉在國會掀起軒然大波，不僅左派議員杯葛，甚至同具右派色彩的中間黨代表貝魯對德維爾潘政府提出不信任案。此風波重創德維爾潘本人的政治聲望，加上時機敏感，所以德維爾潘於次年的總統選舉缺席，並不令人意外。這次總統選舉最終由他的政敵、前內政部長尼古拉·薩科齊當選。他在2010年退出所屬的人民運動聯盟，另組政黨。

## 荣誉

### 法国勋章奖章
- 荣誉军团指挥官勋章（2023年7月13日批准[3]）

## 德维尔潘政府（2005.5.31 - 2007.05.17）
| 职务                                 | 姓名                   | 党派                | 任期 |
| 总理                                 | 多米尼克·德维尔潘      | 人民运动联盟（UMP） |      |
| 內政部長                             | 尼古拉·萨尔科齐        | 人民运动联盟（UMP） |      |
| 国防部长                             | 米谢勒·阿利奥－马里    | 人民运动联盟（UMP） |      |
| 外交部长                             | 菲利普·杜斯特－布拉西  | 人民运动联盟（UMP） |      |
| 就业和住房部长                       | 让－路易·波尔卢        | 法国民主联盟（UDF） |      |
| 经济、财政和工业部长                 | 蒂埃里·布雷东          |                     |      |
| 国民教育、高等教育与研究部长         | 吉尔·德罗比安          | 法国民主联盟（UDF） |      |
| 掌玺、司法部长                       | 巴斯卡尔·克莱芒        | 人民运动联盟（UMP） |      |
| 运输、基建、旅游和海洋部长           | 多米尼克·佩尔邦        | 人民运动联盟（UMP） |      |
| 健康和团结部长                       | 克萨维耶·贝特朗        | 人民运动联盟（UMP） |      |
| 农业与渔业部长                       | 多米尼克·比瑟罗        | 人民运动联盟（UMP） |      |
| 公职部长                             | 克里斯蒂安·雅各布      | 人民运动联盟（UMP） |      |
| 文化和通信部长                       | 雷诺·多纳迪厄·德瓦布尔 | 人民运动联盟（UMP） |      |
| 生态和可持续发展部长                 | 内莉·奥林              | 人民运动联盟（UMP） |      |
| 海外事务部长                         | 弗朗索瓦·巴鲁安        | 人民运动联盟（UMP） |      |
| 中小企业、贸易、手工业和自由职业部长 | 雷诺·杜特雷            | 法国民主联盟（UDF） |      |
| 青年、体育和社团部长                 | 让-弗朗索瓦·拉穆尔     |                     |      |

### 部长级代表
| 职务                                                    | 姓名                  | 党派                | 任期 |
| 负责议会关系部长级代表                                  | 亨利·屈克             | 人民运动联盟（UMP） |      |
| 负责促进机会平等部长级代表                              | 阿祖兹·贝卡           |                     |      |
| 经济、财政和工业部 负责预算改革部长级代表 政府发言人    | 让-弗朗索瓦·科佩      | 人民运动联盟（UMP） |      |
| 就业和住房部 负责劳动和就业部长级代表                   | 杰拉德·拉赫尔         | 人民运动联盟（UMP） |      |
| 就业和住房部 负责社会和谐和平等部长级代表               | 凯瑟琳·沃特兰         | 人民运动联盟（UMP） |      |
| 外交部 负责合作、发展和法语国家部长级代表               | 布丽吉特·吉拉尔丹     |                     |      |
| 国务部 负责地方事务部长级代表                           | 布里斯·奥尔特弗       | 人民运动联盟（UMP） |      |
| 外交部 负责欧洲事务部长级代表                           | 凯瑟琳·科隆纳         |                     |      |
| 国民教育、高等教育与研究部 负责高等教育和研究部长级代表 | 弗朗索瓦·古拉尔       |                     |      |
| 运输、基建、旅游和海洋部 负责旅游部长级代表             | 莱昂·贝特朗           | 人民运动联盟（UMP） |      |
| 健康和团结部 负责社保、老年人、家庭和残疾人部长级代表   | 菲利浦·巴斯           |                     |      |
| 经济、财政和工业部 负责工业部长级代表                   | 弗朗索瓦·洛斯         |                     |      |
| 经济、财政和工业部 负责外贸部长级代表                   | 克里斯蒂娜·拉加尔德   |                     |      |
| 国防部 负责退役军人部长级代表                           | 哈姆拉维·梅卡舍拉     |                     |      |
| 国务部 负责领土整治部长级代表                           | 克里斯蒂安·埃斯特罗西 | 人民运动联盟（UMP） |      |

## 著作
- 1986 《流放语集》（Parole d’exil）
- 1988 《长子权》（Droit d’aînesse）
- 2002 《一百天与心灵奉献》（Les Cent jours）
- 2003 《盗火者赞》（Eloge des voleurs de feu）
- 2003 《檐槽喷口的叫声》（Le Cri de la gargouille）
- 2003 《另一个世界》（Un autre monde）
- 2004 《鲨鱼与海鸥》（Le requin et la mouette）
- 2005 《欧洲人》（L’Homme européen）与乔治·塞姆朗（Jorge Semprun）合著
- 2005 《法国外交史》（Histoire de la diplomatie française）